# Idioma marquesano
El idioma marquesano es una lengua polinesia hablada en las Islas Marquesas, en la Polinesia Francesa. Esta se subdivide en ’eo enana, hablada en el noroeste del archipiélago y en ’eo enata hablada al sudoeste. Se distingue del tahitiano (50 % de Intercomprensión, léxico similar entre 45 y 67 %) y del paumotu-tuamotu (29 %) y es más próximo al hawaiano (70 %), idioma del que sería uno de sus principales ancestros. Cuenta con unos 5.000 hablantes.[cita requerida]